# Anopheles rangeli
Anopheles rangeli este o specie de țânțari din genul Anopheles, descrisă de Gabaldon, Cova Garcia și Lopez în anul 1940. Conform Catalogue of Life specia Anopheles rangeli nu are subspecii cunoscute.